# Curly Armstrong
Paul Carlyle Armstrong, detto Curly (1º novembre 1918 – Fort Wayne, 6 giugno 1983), è stato un cestista e allenatore di pallacanestro statunitense, professionista nella NBL, nella BAA e nella NBA.

## Palmarès

### Giocatore
- Campione NCAA (1940)
- MVP World Professional Basketball Tournament (1943)
- All-NBL First Team (1943)
- All Tournament First Team WPBT (1943)